# Boarmia mollearia
Boarmia mollearia là một loài bướm đêm trong họ Geometridae.